# Skelton and Brotton
Skelton and Brotton är en civil parish i Storbritannien.   Den ligger i kommunen Redcar and Cleveland i riksdelen England, i den centrala delen av landet, 300 km norr om huvudstaden London.